# Herois sense pàtria
Herois sense pàtria (títol original: One Man's Hero) és una pel·lícula estatunidenca-mexicano-espanyola dirigida per Lance Hool l'any 1999. Ha estat doblada al català.

## Argument
One Man's Hero està situat en el marc de la Guerra de Mèxic-Estats Units i segueix la història del Batalló de Sant Patrici, un batalló de desertors irlandesos. Aquests últims pertanyien a l'exèrcit americà però, quan es va enfrontar a Mèxic, van escollir, per a raons religioses (eren catòlics com els Mexicans) i a causa dels mals tractes que patien, de passar al servei de Mèxic.
Aquest film té una originalitat: s'inspira molt en la filosofia estoica. Així, un dels Sant Patricis cita un vers de John Milton que recorda que la nostra ànima pot fer de tot infern un paradís, un altre recorda un passatge extret dels Pensaments de Marc Aureli (un dels mestres de l'escola estoica) en el qual aquest emperador afirma que l'home no ha de preocupar-se més que de complir el seu deure i intentar treure de la seva ànima totes les altres preocupacions. Tot allò surt de la més pura ortodòxia estoica.
Es podria igualment mencionar les paraules de l'heroi que clama sóc lliure" mentre que és en un bany (per als estoics, el prudent és, gràcies a la força de la seva ànima, sempre lliure, siguin quines siguin les condicions exteriors en les quals viu). Finalment el comportament d'un altre personatge, Cortina, qui cedeix generosament la seva companya a l'home que estima, recorda un estoic famós, Marc Porci Cató Uticense.

## Repartiment
- Tom Berenger: John Riley
- Joaquim de Almeida: Cortina
- Daniela Romo: Marta
- Mark Moses: coronel Lacey
- Stuart Graham: caporal Kenneally
- Gregg Fitzgerald: Paddy Noonan
- Don Wycherley: Brian Athlone
- Wolf Muser: caporal Schultz
- Luke Hayden: Seamus McDougherty
- Ilia Volok: Daniel Grzbalski
- Patrick Bergin: general Scott
- James Gammon: general Zachary Taylor
- Carlos Carrasco: Dominguez
- Stephen Tobolowsky: capità Gaine
- Dermot Martin: Seamus Fitzgerald
- Jorge Bosso: coronel Nexor
- Albert II, Príncep de Mònaco: James Kelley